# Karin Tegenborg Falkdalen
Karin Tegenborg Falkdalen, född 1965, är en svensk idéhistoriker och arkivchef samt författare. 
Hon disputerade för filosofie doktorsexamen vid Umeå universitet 2003 på avhandlingen Kungen är en kvinna: Retorik och praktik kring kvinnliga monarker under tidigmodern tid som beskrev den debatt som fördes under senare delen av 1500-talet om en kvinna borde, kunde eller skulle kunna styra ett rike eller inte göra det. 
Karin Tegenborg Falkdalen har skrivit om Gustav Vasas döttrar och Katarina Stenbock, Gustav Vasas tredje hustru.